# 1370
1370 (MCCCLXX) var ett normalår som började en tisdag i den julianska kalendern.

## Händelser

### Maj
- 24 maj – Fred sluts mellan hansaförbundet och Danmark i Stralsund. I freden med Hansan tvingas kung Valdemar Atterdag av Danmark att avstå västra Skåne med slotten i Helsingborg, Malmö, Skanör och Lindholmen till tyskarna fram till 1385.

### Juli
- 1 juli – Stillestånd sluts mellan Albrekt av Mecklenburg och Håkan Magnusson i Lödöse.

### December
- 30 december – Sedan Urban V har avlidit den 19 december väljs Pierre Roger de Beaufort till påve och tar namnet Gregorius XI.[1]

### Okänt datum
- Påven Urban V godkänner Birgitta Birgersdotters ordensregel i kraftigt modifierad form.
- Birgitta utger smädeskriften Lebellus de Magno Erici regi mot Magnus Eriksson. Han utpekas som homosexuell (hon kallar honom Magnus Smek) och maktfullkomlig.
- Det berömda orgelhuset i Sundre kyrka på Gotland tillverkas av mäster Werner.
- Tyska ordens högmästare Winrich von Kniprode inrättar ridande post i Preussen.

## Födda
- Början av december – Olav Håkonsson, kung av Danmark 1375–1387 och av Norge 1380–1387.
- Dirk Potter, nederländsk skald.
- Johannes XXIII, född Baldassare Cossa, motpåve 1410–1415.
- Benedictus XIV, född Bernard Garnier, motpåve 1425–1430.
- Johanna av Navarra, drottning av England 1403–1413 (gift med Henrik IV) (född omkring detta år)

## Avlidna
- 19 december – Urban V, född Guillaume Grimoard, påve sedan 1362.
- Gi (kejsarinna), de facto kinesisk regent.